# Jambes
Jambes [ʒɑ̃b] ist ein Stadtteil der wallonischen Hauptstadt Namur in Belgien auf dem rechten Ufer der Maas.

## Geschichte

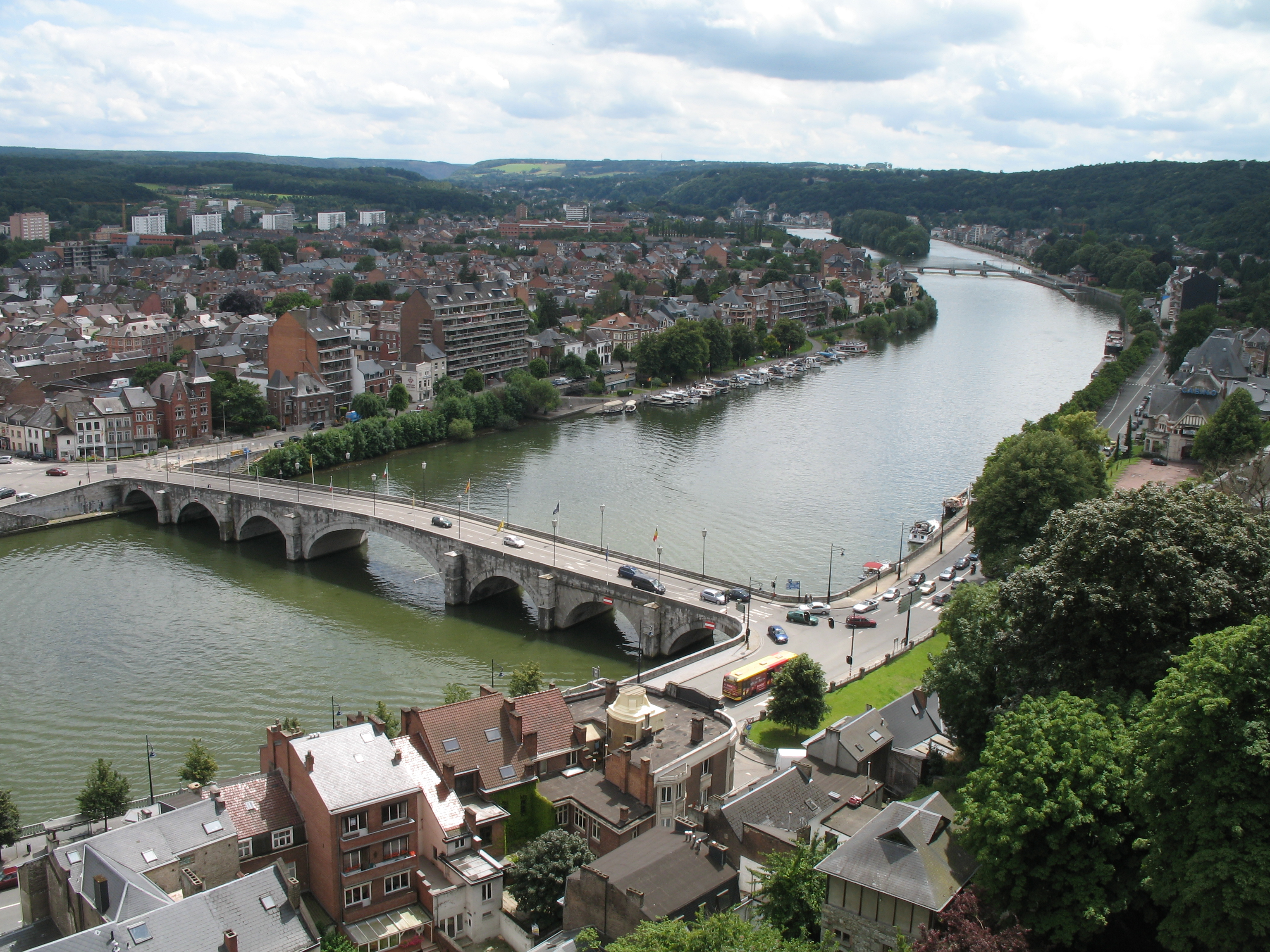
Brücke über die Maas zwischen Jambes (links oben) und Namur

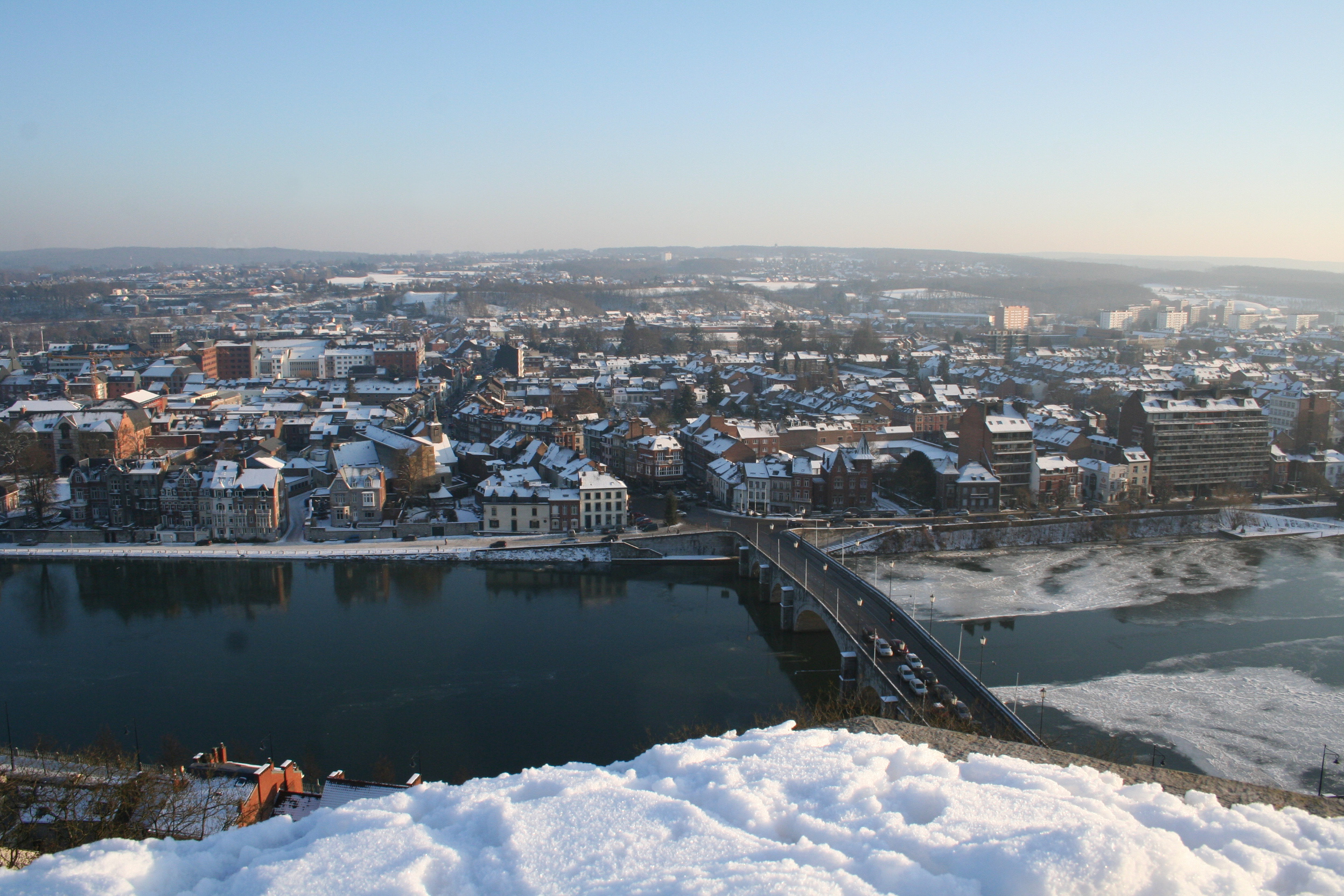
Blick von der Zitadelle über die Maas auf Jambes

Im Mittelalter und der frühen Neuzeit gehörte Jambes zum Hochstift Lüttich und war bis zum Zusammenschluss belgischer Gemeinden 1977 eine eigenständige Stadt. Die Brücke von Jambes nach Namur, ein Wahrzeichen des Ortes, befindet sich an einer der ältesten Querungen der Maas. Urkundlich ist eine Brücke dort seit 1183 nachgewiesen, die Überlieferung behauptet jedoch, eine solche habe es schon seit dem 2. Jahrhundert v. u. Z. gegeben. Ein Vorgängerbau wurde bei einer Überschwemmung im Jahr 1175 zerstört.

## Gebäude
Jambes ist Standort verschiedener Regierungs- und Verwaltungsgebäude. So befinden sich hier das Palais Élysette mit dem Sitz des Vorsitzenden der wallonischen Regierung, der Service public de Wallonie als oberste Verwaltungsbehörde und verschiedene Ministerien. Das Hospice Saint-Gilles mit dem Parlamentssitz befindet sich auf dem gegenüberliegenden Ufer des Flusses Maas in Namur.
Bemerkenswert ist auch das im Jugendstil erbaute „Haus mit zwei Schaufenstern“ (Maison aux deux vitrines) in der Avenue Jean Materne, das unter Denkmalschutz steht.

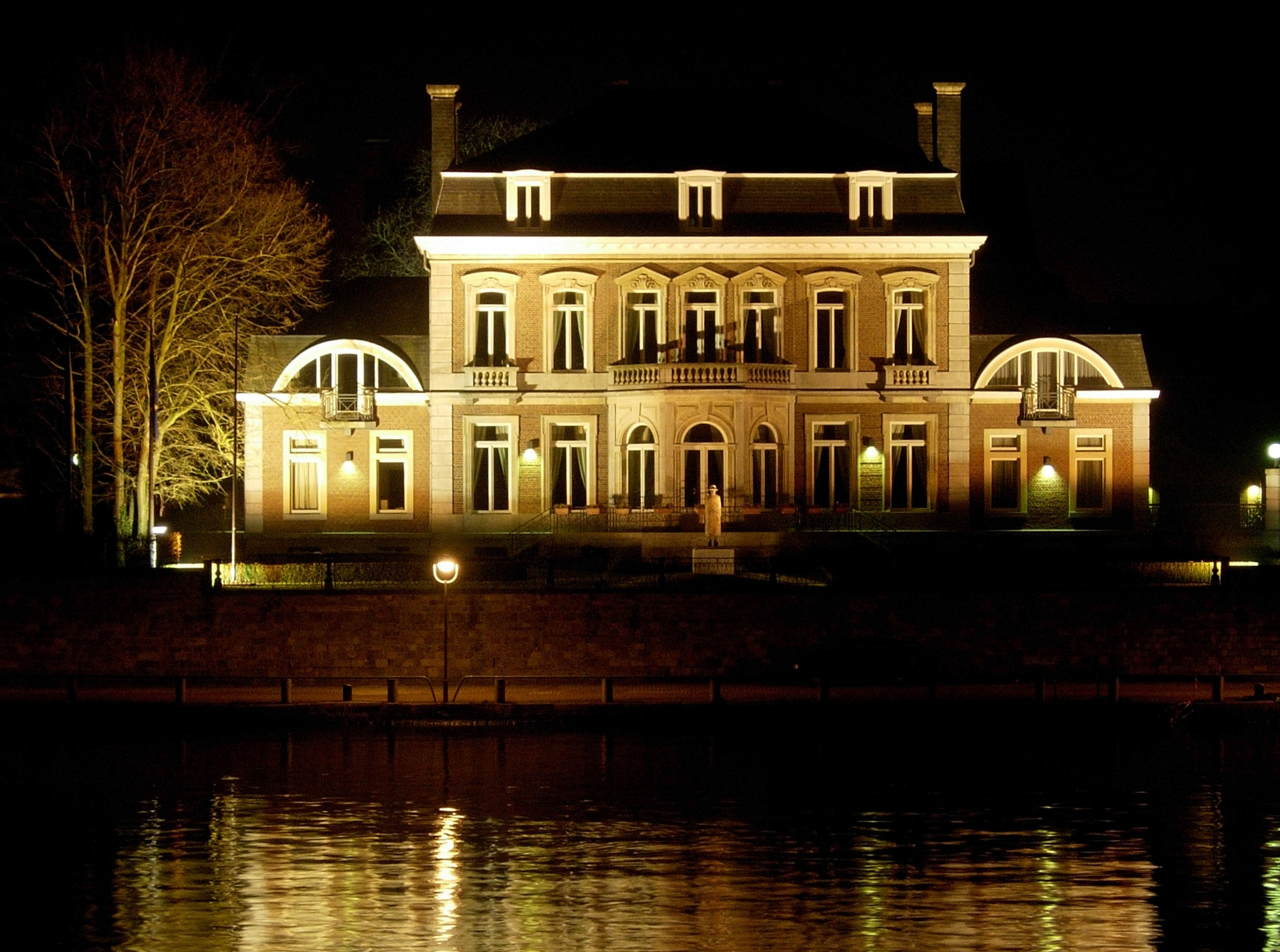
Élysette
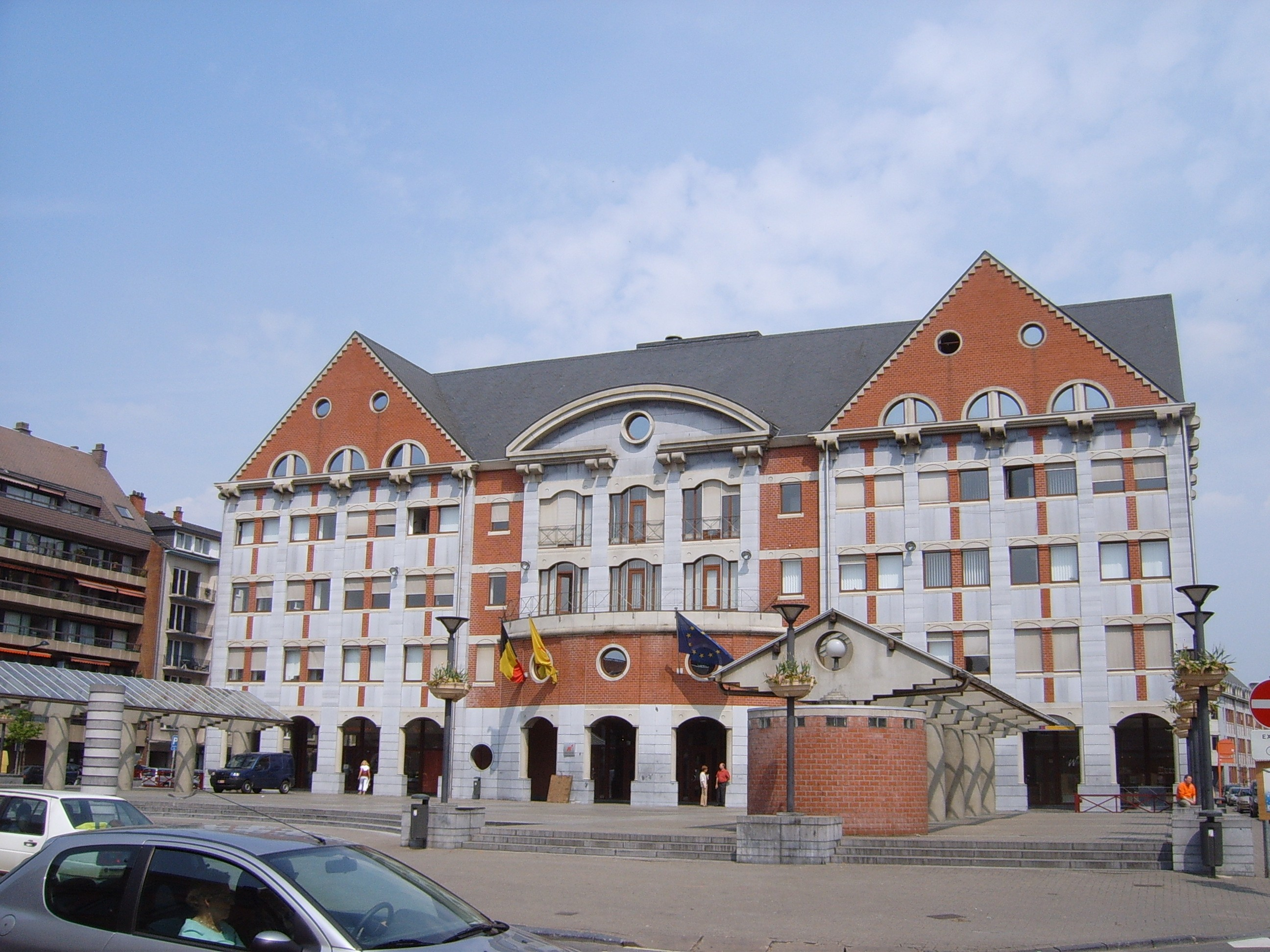
Service public de Wallonie
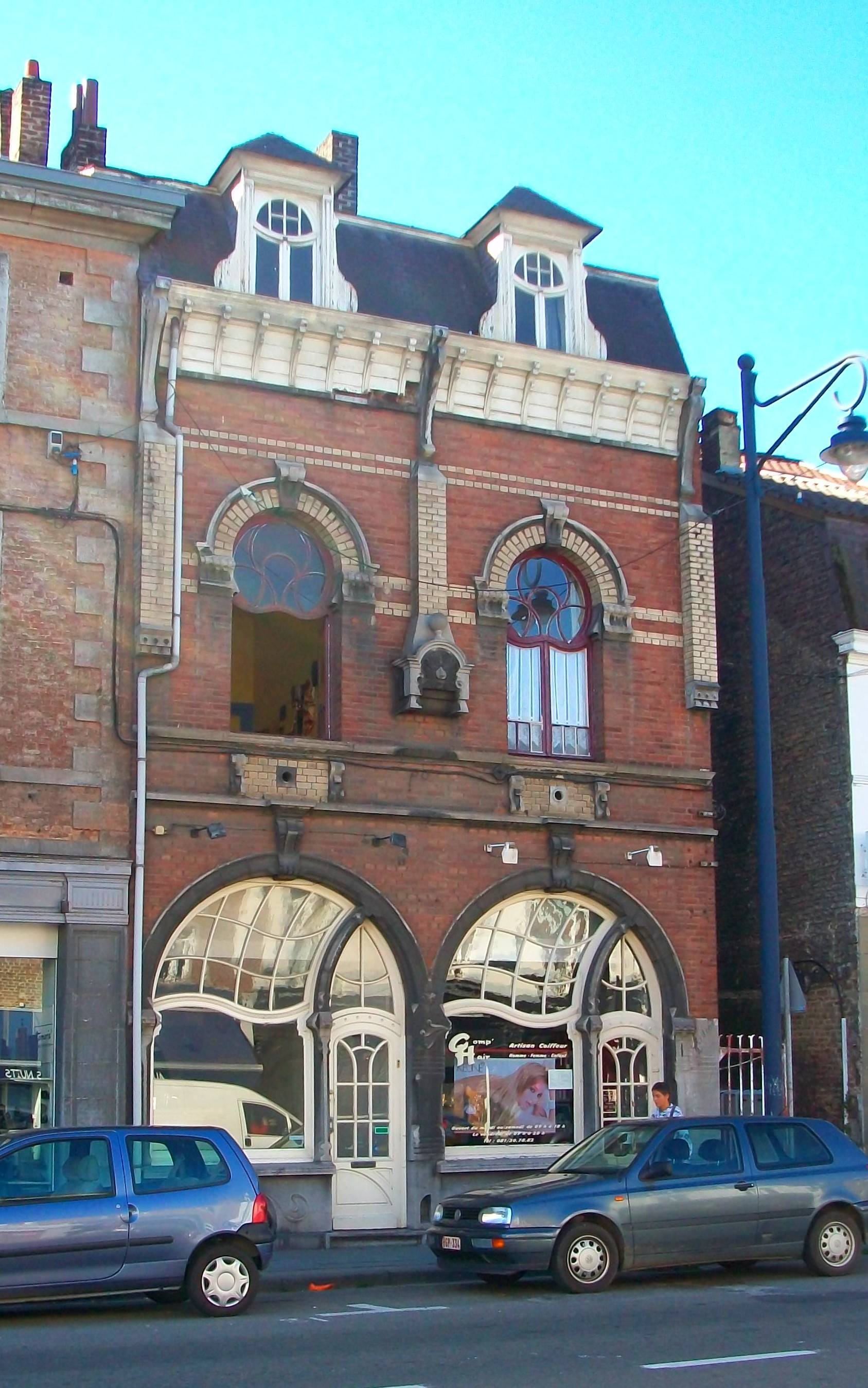
Maison aux deux vitrines

## Verkehr

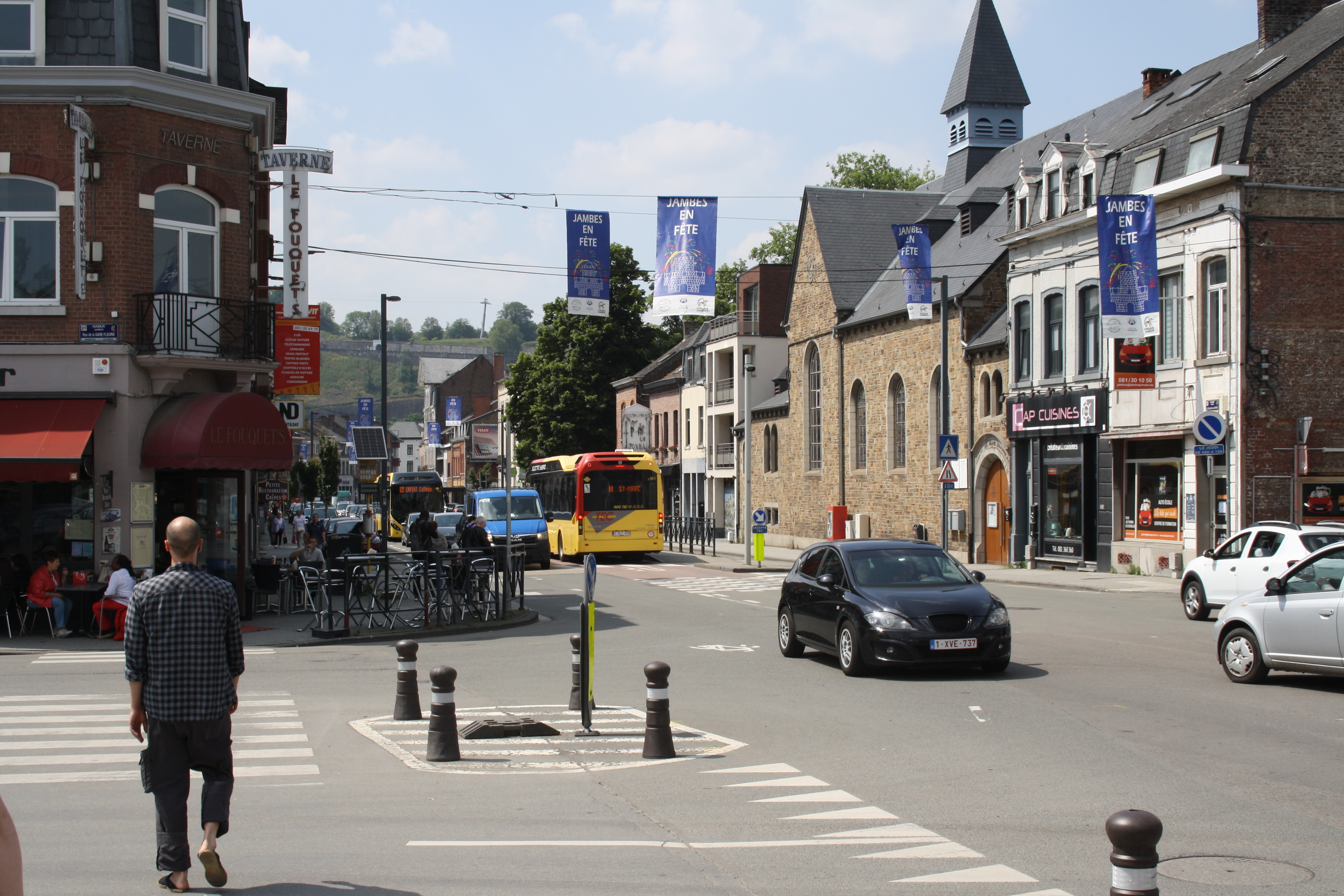
Die Avenue du Bourgmestre Jean Materne ist die Hauptachse von Jambes

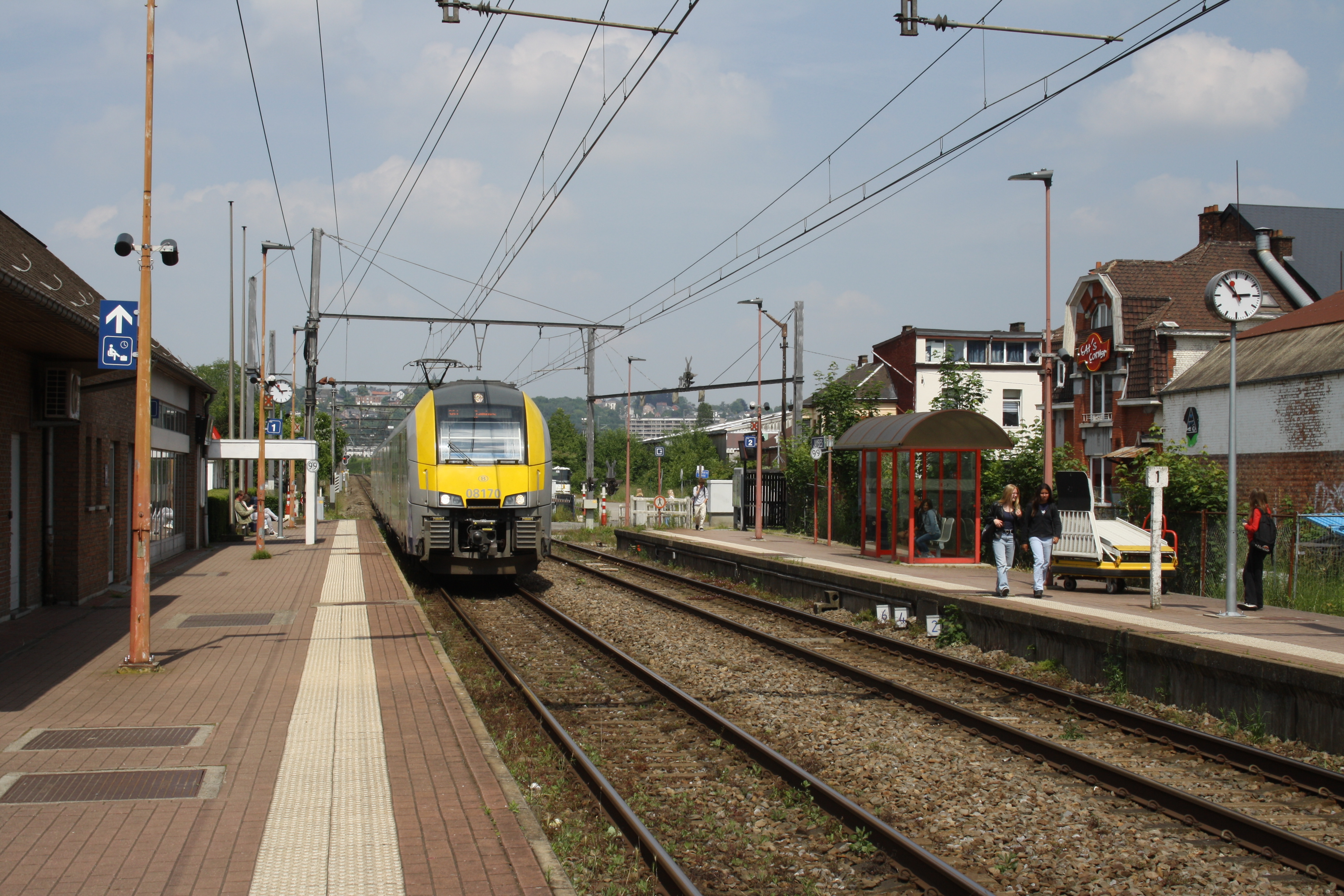
Bahnhof Jambes mit einfahrendem Zug der Linie S 61

Jambes besitzt mit dem Bahnhof Jambes (Endpunkt der Linie S 61) an der Bahnstrecke Namur–Dinant und dem Haltepunkt Jambes-Est an der Bahnstrecke Namur–Luxemburg zwei Bahnstationen. Im Norden des Ortes mündet die Nationalstraße N4 auf die N90. Auffahrten auf die Autobahn E 411 liegen nordöstlich (Loyers) und südöstlich (Wierde) von Jambes.
Der ÖPNV wird durch Busse der TEC Wallonie besorgt.
Jambes liegt an der schiffbaren Maas gegenüber der Mündung der gleichfalls schiffbaren Sambre. Zwischen Jambes und Namur besteht im Sommer regelmäßiger Bootsverkehr.

## Söhne und Töchter
- Robert Raymond (* 1930), Radrennfahrer
- André-Joseph Léonard (* 1940), katholischer Geistlicher, Erzbischof von Mecheln-Brüssel und Militärbischof von Belgien

## Nachweise
1. ↑  Namur. Patrimoine culturel, abgerufen am 27. November 2017 (französisch).
2. ↑  Jules Borgnet: Histoire du comté de Namur. A. Jamar, Bruxelles 1846, S. 60 (französisch, google.de).
3. ↑  L'Elysette. Connaître la Wallonie, abgerufen am 27. November 2017 (französisch).
4. ↑  Le Saint-Gilles. Connaître la Wallonie, abgerufen am 27. November 2017 (französisch).
5. ↑  Immeuble sis avenue Jean Materne, n°82 et 84, à Jambes. SPW - DG04, abgerufen am 27. November 2017 (französisch).
6. ↑  The Namourettes. Wallonia Belgium Tourism, abgerufen am 26. November 2017 (englisch).